# Институт ядерных исследований НАН Украины
Институт ядерных исследований НАН Украины (укр. Інститут ядерних досліджень НАН України) — исследовательское учреждение, создано в 1970 году, как Институт ядерных исследований АН Украинской ССР на базе отделения ядерной физики Института физики АН Украинской ССР.
Состоит из 27 научных и научно-технических отделов.
В институте проводятся фундаментальные и прикладные исследования в области ядерной физики низких и средних энергий, ядерной энергетики и ядерных технологий, физики твёрдого тела, физики плазмы, радиоэкологии.

## База
Экспериментальную базу института составляют уникальные для Украины ядерно-физические установки: исследовательский ядерный реактор ВВР-М  (введён в действие 12 февраля 1960 г.; был первым ядерным реактором на территории Украинской ССР), «горячие камеры» для работы с радиоактивными материалами высокой активности, циклотроны У-240 и У-120, тандем-генератор (электронный ускоритель) ЕГП-10К.

## Основные направления деятельности
Основные направления фундаментальных и прикладных работ ИЯИ охватывают ядерную физику, атомную энергетику, физику твёрдого тела и радиационную физику, физику плазмы, радиоэкологию и радиобиологию. Программа исследований института проводится в 27 научных и научно-технических отделах, в которых работает около 760 сотрудников, в том числе 211 научных работников, среди которых один академик НАН Украины, один член-корреспондент НАН Украины, 42 доктора и 154 кандидата наук.
После аварии на Чернобыльской АЭС сотрудники ИЯИ были в числе первых, кто принял активное участие в борьбе с её последствиями. Ими был установлен уровень радиоактивного загрязнения окружающей среды в разных регионах Украины. Они разработали и изготовили многочисленные устройства и установки по контролю за миграцией радионуклидов в окружающей среде и по контролю состояния топливосодержащих масс объекта «Укрытие», что в значительной мере поспособствовало смягчению последствий Чернобыльськой катастрофы.